# 스타워즈 제다이 나이트: 제다이 아카데미
스타워즈 제다이 나이트: 제다이 아카데미(Star Wars Jedi Knight: Jedi Academy)는 1인칭 및 3인칭 슈팅 비디오 게임으로, 레이븐 소프트웨어가 개발하고 루카스아츠가 마이크로소프트 윈도우, OS X, 엑스박스용으로 2003년 배급하였다. 비케리어스 비전스가 엑스박스 버전의 개발을 맡았다. 이 게임은 2002년의 스타워즈 제다이 나이트 2: 제다이 아웃캐스트의 후속 작품이자 스타워즈: 제다이 나이트 시리즈 중 두 번째 게임이다.
출시 직후 이 게임은 대단히 긍정적인 평가를 받았다. 커스터마이제이션과 게임플레이 부분의 자유도 면에서 좋은 평가를 받았다. 그러나 이야기오 일부 기술적 문제는 지적을 받았다. 2009년 9월, 제다이 아카데미는 나머지 제다이 나이트 시리즈 게임과 함께 스팀과 다이렉트2드라이브로 재출시되었다. 엑스박스 버전은 2018년 4월 하위 호환성을 통해 엑스박스 원에서도 이용이 가능하였다. 닌텐도 스위치와 플레이스테이션 4 포팅은 2019년 9월 발표되어 2020년 3월 Aspyr에 의해 배급되었다.

## 평가
| 평론 점수 평론사 점수 PC 엑스박스 1UP.com B- [ 1 ] 유로게이머 7/10 [ 2 ] 6/10 [ 3 ] 게임 인포머 8.5/10 [ 4 ] 8/10 [ 5 ] 게임스팟 8.4/10 [ 6 ] 8.1/10 [ 7 ] 게임존 9/10 [ 8 ] 8.2/10 [ 9 ] IGN 8.8/10 [ 10 ] 8/10 [ 11 ] OXM (UK) 7.7./10 [ 5 ] OXM (US) 7/10 [ 5 ] PC 게이머 (UK) 70/100 [ 12 ] PC 게이머 (US) 86/100 [ 4 ] PC 존 89/100 [ 4 ] 팀엑스박스 [ 5 ] 통합 점수 게임랭킹스 80.18% [ 13 ] 75.22% [ 14 ] 메타크리틱 81/100 [ 15 ] 76/100 [ 16 ] |        |          |
| 평론 점수 |        |          |
| 평론사 | 점수   | 점수     |
| 평론사 | PC     | 엑스박스 |
| 1UP.com |        | B-       |
| 유로게이머 | 7/10   | 6/10     |
| 게임 인포머 | 8.5/10 | 8/10     |
| 게임스팟 | 8.4/10 | 8.1/10   |
| 게임존 | 9/10   | 8.2/10   |
| IGN | 8.8/10 | 8/10     |
| OXM (UK) |        | 7.7./10  |
| OXM (US) |        | 7/10     |
| PC 게이머 (UK) | 70/100 |          |
| PC 게이머 (US) | 86/100 |          |
| PC 존 | 89/100 |          |
| 팀엑스박스 |        | [ 5 ]    |
| 통합 점수 |        |          |
| 게임랭킹스 | 80.18% | 75.22%   |
| 메타크리틱 | 81/100 | 76/100   |